# Shneur
Shneur (deutsch Schneur, bzw. Schne'ur) ist ein hebräischer Vor- und Familienname.

## Herkunft und Bedeutung
Der männliche Personenname Schneur war bereits im 10./11. Jahrhundert in Mainz,  Worms und Köln gebräuchlich (Grabstein des Jehuda ben Schne'or, in Mainz 1049) Die Herkunft ist unbekannt, wahrscheinlich stammt der Name ursprünglich aus einem romanischen Wort wie senior oder seigneur und wurde dann hebräisch umgedeutet. Wörtlich würde es dort schne-ur zwei Lichter  (Or abgewandelt zu Ur) bedeuten.
In der chassidischen Bewegung wurde der Name seit dem 18. Jahrhundert mehrfach bei Nachkommen oder Anhängern des Rabbi Schneur Salman verwendet. Ableitungen sind Schneer und Schneersohn (auch mit Sh statt Sch in der englischen Schreibweise).

## Namensträger
Vorname
- Schneur Salman (1745–1812), Rabbiner, Begründer der Chabad-Bewegung
- Schneur Salman Rubanowitsch (1889–1974), israelischer Politiker, Staatspräsident 1963 bis 1973, siehe Salman Schasar

Familienname
- Zalman Shneour (Salman Schneur, 1886–1959), hebräischer und jiddischer Schriftsteller